# آندریاس پولیمنوس
آندریاس پولیمنوس (انگلیسی: Andreas Poulimenos؛ زادهٔ) خواننده، و خواننده اپرا اهل ایالات متحده آمریکا است.

## افتخارات
وی همچنین برندهٔ جوایزی همچون برنامه فولبرایت شده‌است.